# Заозерне (Хабаровський район)
Заозе́рне (рос. Заозёрное) — село у складі Хабаровського району Хабаровського краю, Росія. Входить до складу Тополевського сільського поселення.

## Населення
Населення — 3931 особа (2010; 2730 у 2002).
Національний склад (станом на 2002 рік):
- росіяни — 87 %